# Hōjō Tokiyori
Hōjō Tokiyori (北条時頼?; 29 giugno 1227 – 24 dicembre 1263) è stato un militare giapponese, quinto Shikken (primo ministro e sovrano de facto) del Giappone sotto lo shogunato Kamakura.

## Vita
Nato dal monaco guerriero Hōjō Tokiuji e da una figlia di Adachi Kagemori, divenne shikken nel 1246 alla morte del fratello Tsunetoki; iniziò il suo incarico distruggendo un complotto guidato da Kujō Yoritsune e poi una cospirazione guidata da Nagoe Mitsutoki, parente di Tokiyori stesso. L'anno dopo, aiutò il suo suocero Adachi Kagemori a distruggere il potente clan Miura nella battaglia di Hochi, ricevendo come ricompensa il titolo di rensho, grazie anche all'esperienza del fratello del nonno, Hōjō Shigetoki.
Tokiyori fu lodato per la sua buona amministrazione: scrisse molte sue riforme basate principalmente sui vari regolamenti, ridusse il servizio dei vassalli a guardia di Kyoto, lavorò per risolvere le sempre crescenti dispute tra i suoi vassalli, e nel 1249 emise il sistema legale di Hikitsuke, o Grande Corte.
Nel 1252, sostituì lo Shōgun Kujō Yoritsugu con il principe Munetaka, consolidando con successo il suo potere. Iniziò dunque a fare politiche sugli incontri privati, che si sarebbero tenuti nella sua residenza invece che all'Hyōjō (評定?), il consiglio dello shogunato. Nel 1256, divenne un sacerdote buddhista e trasferì la posizione di shikken a Hōjō Nagatoki, figlio di Shigetoki, e nominò il proprio figlio Tokimune, ancora bambino, come tokusō capoclan, degli Hōjō a fianco di donne di nome Akiko, mentre l'altro figlio Tokisuke, avuto da Tsubone Sanuki, gli successe come capo dei rokuhara; Continuò a governare, senza però alcuna posizione ufficiale. Questa fu la prima volta in Giappone che le posizioni furono divise tra i figli, ma è anche considerato l'inizio della dittatura dei tokusō.